# Vlag van Loire-Atlantique

Vlag van Loire-Atlantique

De vlag van Loire-Atlantique is de niet-officiële vlag van het Franse departement Loire-Atlantique. Net als de meeste andere departementen van Frankrijk heeft Loire-Atlantique geen officiële vlag, maar wordt de hier rechts afgebeelde vlag op niet-officiële wijze gebruikt. De vlag is afgeleid van het wapen van dit departement.
De vlag bestaat uit een wit veld bezaaid met zwarte hermelijnen, met een golvende dwarsbalk van blauw.
Het ontwerp toont die van de voormalige provincie Bretagne, met een golvende dwarsbalk als symbool voor de Loire. De vlag is geïnspireerd op het ontwerp van het wapen dat in 1950 is voorgesteld door Robert Louis.
Naast deze vlag is er een logovlag in gebruik.

Vlag van het hertogdom Bretagne
Logovlag